# Túnels de la Rovira
Els Túnels de la Rovira són dos túnels viaris paral·lels, construïts per passar sota el turó de la Rovira de Barcelona.

## Història
A inicis dels anys setanta del segle xx, per tal de millorar la comunicació entre els barris del Guinardó i el Baix Guinardó, i les zones nord del Districte, es començà a executar la perforació del Túnel de la Rovira. Aquestes obres s'encarregaren a TABASA, que començà a foradar. L'ús de càrregues explosives va provocar danys a les cases situades a sobre, al carrer Tenerife. El maig de 1973 foren desallotjats els veïns per por a ensorraments. Com a protesta, van circular unes octavetes humorístiques: TAPASA. No más grietas en su casa, use tapagrietas TAPASA, o TRANQUILENO. Dele vacaciones a sus nervios, ¡al primer barreno, TRANQUILENO.
Es va construir seguint el nou mètode austríac i va entrar en servei l'any 1987